# Cormega
Cormega, właściwie Cory McKay (ur. 27 kwietnia 1973 w Nowym Jorku) – amerykański raper i producent, znany również pod pseudonimem MC Cor. McKay jest członkiem The Nation of Gods and Earths.
Współpracował z takimi artystami jak Pete Rock, Nas, AZ czy Wu-Tang Clan. Był członkiem zespołu The Firm. W 2012 roku pojawił się gościnnie w utworze "Moja dzielnica" pochodzącym z płyty Braterstwo warszawskiego składu Hemp Gru.

## Dyskografia

### Albumy studyjne
| Rok  | Album                                                                          | Notowanie | Notowanie |
| Rok  | Album                                                                          | US 200    | USA Rap   |
| ---- | ------------------------------------------------------------------------------ | --------- | --------- |
| 2001 | The Realness - Data wydania: 25 lipca, 2001 - Wydawca: Legal Hustle, Landspeed | 111       | 24        |
| 2002 | The True Meaning - Data wydania: 11 czerwca, 2001 - Wydawca: Legal Hustle      | 95        | 25        |
| 2004 | Legal Hustle - Data wydania: 25 maja, 2004 - Wydawca: Koch Rec.                | 174       | 22        |
| 2005 | The Testament - Data wydania: 22 lutego, 2005 - Wydawca: Legal Hustle          | —         | 76        |
| 2007 | Who Am I? - Data wydania: 20 listopada, 2007 - Wydawca: Legal Hustle           | —         | 76        |
| 2009 | Born and Raised - Data wydania: 20 października, 2009 - Wydawca: Aura Rec.     | —         | —         |
| 2014 | Mega Philosophy - Data wydania: 22 lipca, 2014 - Wydawca: Slimstyle Records    | —         | —         |

### Single
| Rok  | Tytuł                                         | Najwyższa pozycja | Najwyższa pozycja | Najwyższa pozycja | Album            |
| Rok  | Tytuł                                         | USA 200           | USA R&B           | Hot Rap           | Album            |
| ---- | --------------------------------------------- | ----------------- | ----------------- | ----------------- | ---------------- |
| 2000 | "You Don't Want It"                           | —                 | —                 | 41                | The Realness     |
| 2001 | "Get Out My Way"                              | —                 | —                 | —                 | The Realness     |
| 2002 | "Built for This"                              | —                 | —                 | —                 | The True Meaning |
| 2002 | "The Come Up" (featuring Large Professor)     | —                 | —                 | —                 | The True Meaning |
| 2004 | "Let It Go" (featuring M.O.P.)                | —                 | —                 | —                 | Legal Hustle     |
| 2004 | "Dangerous" (featuring Unda P. & Vybz Kartel) | —                 | —                 | —                 | Legal Hustle     |
| 2005 | "One Love"                                    | —                 | —                 | —                 | The Testament    |
| 2007 | "The Saga (The Remix)"                        | —                 | —                 | —                 | Single Release   |
| 2009 | "Dirty Game"                                  | —                 | —                 | —                 | Born and Raised  |